# Konevo, Șumen
Konevo (în bulgară Конево) este un sat în comuna Vărbița, regiunea Șumen,  Bulgaria. 

## Demografie
Componența etnică a satului Konevo
     Turci (84,64%)
     Nicio identificare (1,96%)
     Bulgari (13,38%)
     Romi (0%)
La recensământul din 2011, populația satului Konevo era de 254 locuitori. Din punct de vedere etnic, majoritatea locuitorilor (84,64%) erau turci, cu o minoritate de bulgari (13,38%). Pentru 1,96% din locuitori nu este cunoscută apartenența etnică.